# Владислав Абрагам
Владислав Абрагам (пол. Władysław Abraham; 10 жовтня 1860, Самбір — 15 жовтня 1941, Львів) — польський історик, фахівець з історії польської церкви та права. Батько Романа Абрагама. Дійсний член Академії наук у Кракові. Доктор права.

## Біографія
Народився у місті Самбір (тепер Львівської області). До 1878 навчався в Самбірській гімназії, згодом на правничому факультеті Ягеллонського університету в Кракові, де 1883 захистив докторську дисертацію. Наукову роботу продовжував у Берліні та Римі. Після габілітації 1886 працював доцентом кафедри церковного права Ягеллонського університету (1886-1888).
Надзвичайний (1888), звичайний професор церковного права (1890) на правничому факультеті Львівського університету. 1885–1886, 1896 і 1902. У 1899–1900 був ректором Львівською університету, 1900–1901 — проректором.

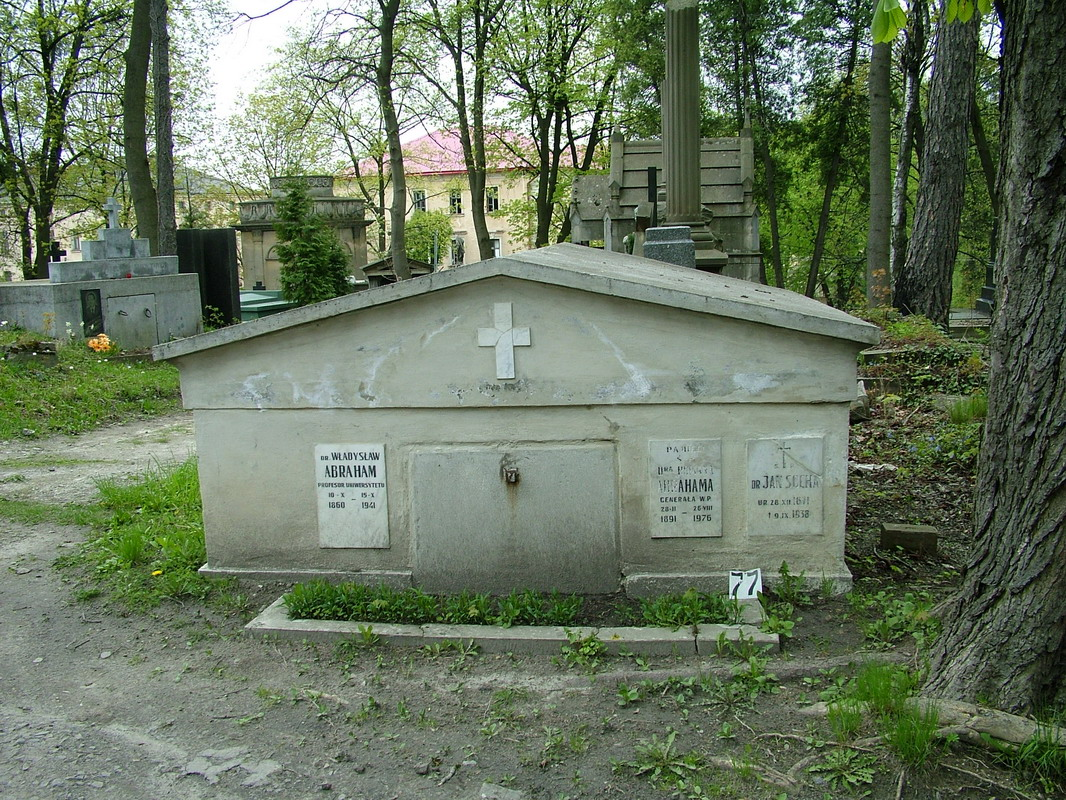
Могила В. Абарагама

Член Польської академії наук. Керував римською науковою експедицією Історико-філософського відділу Академії наук у Кракові. Тоді польські науковці збирали історичні матеріали в бібліотеках Риму і Ватикану. Від 1930 року на пенсії.
Автор ґрунтовних робіт з історії середньовіччя, у яких досліджував діяльність перших організацій польської католицької церкви, а також праць про історію української церкви. 13 серпня 1921 року відзначений Офіцерським хрестом Ордену Відродження Польщі. 31 грудня 1923 року — Командорським хрестом того ж ордену.
У Львові мешкав на вул. Длугоша, 16 (тепер вул. Кирила і Мефодія). Від вересня 1939 до вересня 1941 переховувався в міських монастирях від можливих переслідувань радянської і німецької влади. Помер у Львові. Похований на Личаківському цвинтарі.

## Нагороди
- Командорський хрест ордена Відродження Польщі (31 грудня 1923)
- Офіцерський хрест ордена Відродження Польщі (13 липня 1921)
- Командорський хрест ордена Святого Григорія Великого (Ватикан)
- Командорський хрест ордена Франца Йосифа (Австро-Угорщина)[6]
- Орден Залізної Корони ІІІ ступеня (Австро-Угорщина)[6]
- Бронзова ювілейна пам'ятна медаль 1898
- Ювілейний хрест для цивільних службовців (Австро-Угорщина)

## Твори
Написав близько 250 праць, багато з яких присвячено історії Львова:
- «Створення організації католицької церкви на Русі» (Powstanie organizacyi koscioła katolickiego па Rusi, 1904),
- «Кілька подробиць про львівські синоди XV ст.» (Kilka szczegółów о synodach lwowskich z wieku XV, 1908),
- «Якуб Стрепа — архієпископ галицький. 1391—1409» (Jakub Strepa arcybiskup halicki 1391—1409,1908),
- «Початки латинського архієпископства у Львові» (Początki arcybiskupstwa łacińskiego we Lwowie, 1909).
- Zawarcie małżeństwa w pierwotnym prawie polskim. 1925.